# Ewa Farna
Ewa Farna (n. 12 august 1993, Třinec, North Moravia region⁠(d), Cehia) este o cântăreață poloneză.